# Serranus hepatus
Serranus hepatus is een straalvinnige vissensoort uit de familie van de zaag- of zeebaarzen (Serranidae). De wetenschappelijke naam van de soort werd gepubliceerd in 1758 door Linnaeus als Labrus hepatus in de tiende editie van Systema naturae.